# Xã Waldo, Quận Marion, Ohio
Xã Waldo (tiếng Anh: Waldo Township) là một xã thuộc quận Marion, tiểu bang Ohio, Hoa Kỳ. Năm 2010, dân số của xã này là 1.143 người.